# Bathyraja kincaidii
Bathyraja kincaidii е вид акула от семейство Arhynchobatidae.

## Разпространение
Този вид е разпространен в Канада (Британска Колумбия) и САЩ (Аляска, Вашингтон, Калифорния и Орегон).